# Anhua, Zhejiang
Anhua (kinesiska: 安华, 安华镇) är en köping i Kina. Den ligger i provinsen Zhejiang, i den östra delen av landet, omkring 77 kilometer söder om provinshuvudstaden Hangzhou. Antalet invånare är 33 076. Befolkningen består av 16 580 kvinnor och 16 496 män. Barn under 15 år utgör 12,0 %, vuxna 15-64 år 75 %, och äldre över 65 år 11,0 %.
Runt Anhua är det tätbefolkat, med 913 invånare per kvadratkilometer. Närmaste större samhälle är Datang'an, 15,6 km norr om Anhua. Trakten runt Anhua består till största delen av jordbruksmark.
Genomsnittlig årsnederbörd är 2 020 millimeter. Den regnigaste månaden är juni, med i genomsnitt 365 mm nederbörd, och den torraste är januari, med 79 mm nederbörd.